# Хуэйкэ
Цзи Гуан (кит. 姬光), буддийское имя Хуэйкэ (кит. упр. 慧可, пиньинь Huìkě, 487—593) — второй патриарх чань-буддизма. Основными письменными источниками о его жизни являются упоминания в «Гаосэн чжуань» и «Сюй гаосэн чжуань».
Хуэйкэ стал учеником Бодхидхармы уже в сорокалетнем возрасте. Легенда утверждает, что для того, чтобы доказать свою преданность Учению, Хуэйкэ отрезал свою левую руку и положил её перед Бодхидхармой.
Синолог А. А. Маслов в лекции на телеканале «Культура» утверждал, что он нашёл некоторые хроники уезда Дэнфэн, в которых описывалось, что Хуэйкэ лишили руки разбойники, когда Хуэйкэ вёз хворост.

## Учение Хуэйкэ
Основой учения Хуэйкэ была «Ланкаватара сутра».